# Il re
Il re (Kungen) är en italiensk opera i tre akter med musik av Umberto Giordano och libretto av Giovacchino Forzano.

## Historia
Med Il re förflyttade sig Giordano ännu längre bort från verismens realism in i fantasins värld. Operan hade premiär den 12 januari 1929 på La Scala i Milano under musikalisk ledning av Arturo Toscanini.
Rollen som Rosalina skrev Giordano för koloratursopranen Toti Dal Monte. Arian Colombello sposarti i akt I är full av koloraturdrillar som sträcker sig ända upp till höga E.

## Personer
- Rosalina, mjölnardotter (sopran)
- Colombello (tenor)
- Kungen (baryton)
- Mjölnaren (bas
- Hans fru (mezzosopran)
- Prästen (tenor)
- Advokaten (bas)
- Astrologen (mezzosopran)
- Betjänten (baryton)
- Förste hovman (tenor)
- Andre hovman (tenor)

## Handling
Colombello älskar mjölnardottern Rosalina, men hon meddelar plötsligt att hon har förälskat sig i kungen som hon såg fara förbi en dag. Kungen får höra om detta och anordnar så att hon får tillbringa en natt med honom. Men när hon ser honom utan all pomp och ståt ser hon bara en ful, gammal man med käpp. Hon längtar efter Colombello. Kungen anser henne nu botad från sin högfärd. Han insisterar på att hon och Colombello ögonblickligen ska gifta sig och bjuder på hela kalaset.